# 精英
在政治哲學和社會學中，精英（英語：elite），又作菁英、選良，是社會中的一小群人，他們擁有比一般人更優越的地位，控制了超過比例的財富以及政治權力。
一般來說，精英是指具有強大社會力量的一個小群體。相對於社會中的其他人，精英群體中的成員，擁有更優秀的品質、能力、財富或是特權。在傳統社會中的貴族及專業人士就被視為是一種精英。
美國社會學家賴特·米爾斯指出，權力精英成員之间会互相承認彼此在社會中的崇高地位。通常他們彼此接受，彼此理解，彼此結婚，傾向於共同工作和思考。

## 概論
根據米爾斯的說法，人們接受精英特權所必需的教育，以獲得他們的背景和人脈。使他們能夠進入權力精英的三個分支，分別是：
- 政治領導
- 軍事
- 企業